# Nephrotoma quincunx
Nephrotoma quincunx är en tvåvingeart. Nephrotoma quincunx ingår i släktet Nephrotoma och familjen storharkrankar.

## Underarter
Arten delas in i följande underarter:
- N. q. edita
- N. q. euryglossa
- N. q. medioscalaris
- N. q. quincunx